# 淞沪停战协定
《淞沪停战协定》（正式名：《中日上海停战及日方撤军协定》，也称作《上海停战协定》）为中华民国与大日本帝国于1932年5月5日在上海签署的停战协定，用以结束「一·二八事变」后的武装冲突。协定由英、美、法、意驻华代表见证，文本以中、日、英三种文字缮成，发生歧义时以英文本为准。

## 背景
1932年1月28日晚，日本海军陆战队2,300人在坦克掩护下由租界向上海闸北一带进攻，遭到国民革命军十九路军与第五军抵抗的抵抗，一·二八事变爆发。3月3日，在日军占领真如、南翔后，双方先后停止主要战斗。3月24日，中日双方在英、美、法、意各国调停之下于3月24日在上海谈判。5月5日在上海英国领事馆正式签署停战协定。协定主要内容为日军返回战前防区（上海公共租界北区、东区及其越界筑路地带），国军暂留现驻地（京沪铁路上的安亭镇至长江边的浒浦一线），交战区划为非武装地区。

## 谈判与签署
签署地点为上海英国领事馆；中方签字人为外交次长郭泰祺、淞沪警备司令陆军中将戴戟、陆军中将黄强 ；日方为陆军中将植田谦吉、驻华公使重光葵、海军少将鸣田繁太郎、陆军少将田代皖一郎。见证人为根据国际联盟1932年3月4日决议参与斡旋之英（蓝普森）、美（詹森）、法（韦礼德）、意（齐亚诺）驻华代表。

## 主要条款
- 第一条：自1932年5月5日起确定停战；双方在上海周围停止一切敌对行为；如对停战情形有疑问，由与会友邦代表查明。
- 第二条：在「常态恢复」办法未定前，中国军队留驻现地（其位置见附件第一号）。
- 第三条：日本军队撤回至公共租界及虹口越界筑路之战前防区；因收容需要，若干部队得暂驻毗连地区（见附件第二号，并载明若干例外条款，如吴淞镇不在使用地段内等）。
- 第四条：设立由中、日及英美法意代表组成的共同委员会，负责证明双方撤退，并协助办理日军撤出—中国警察接管之移交。
- 第五条与文本：自签字日起生效；协定以中、日、英三文缮成，英文本为准。
- 撤退时程（附件二）：日军于协定生效后一周内开始撤退，并于开始撤退起四星期内撤完。

另见美国外交档案草案版本记述「最多六周内完成」之设想，反映谈判过程中的时程博弈。

## 附件与范围
- 附件第一号（中方位置）：以上海区邮政地图为准，自安亭镇正南之苏州河岸一点起，经望仙桥、沙头东四公里突之点，至长江边之浒浦口（并包括浒浦口），线段式列明中国军队留驻位置。
- 附件第二号（日方临时使用地段）：分「一、二、三、四」四地段（附甲、乙、丙、丁图），并列出特定排除点（如吴淞镇、上海公墓、曹家寨与三友织布厂等）及移交安排。
- 附件第三号（共同委员会）：十二人制；中、日及英美法意各派文武代表各一，主席由与会友邦代表委员中推选，多数决。

学界与通行叙述常将其结果概括为「上海地区非武装化」，并认为协定使上海城内以警力维持治安，正规部队不得驻扎；部分二手资料并将外围表述为更广的禁军带。

## 执行与影响
在共同委员会监督下，日军按期开始撤退并移交治安，由中国警察接管要地。西方列强对日本侵占中国东北与淞沪抗战的态度，让对国联调停抱有极大期望的中国政府认清了国际政治现实。1932年6月6日中国国民党政治会议通过了“中苏复交”决议案。协定在1932—1937年间对上海的军事态势与多方秩序产生持续约束；直至淞沪会战（1937年）爆发，非武装安排事实上被打破。

### 外链
- 上海淞沪抗战纪念馆
- 人民网 （页面存档备份，存于）